# 사회인민당 (덴마크)
사회인민당(社會人民黨, 덴마크어: Socialistisk Folkeparti)은 덴마크의 좌익 정당으로, 1959년 설립되었다. 전 덴마크 공산당의 서기장이었던 악셀 라르센이 당내 스탈린주의자들에 반발해 창당했다. 이때 남은 공산당 내 스탈린주의자들은 현재 적녹동맹에서 활동하고있다. 이 정당은 인민사회주의를 표방하는데, 이 역시 악셀 라르센이 주장한 것으로 기존 공산주의의 계급투쟁과 사회민주주의의 여러 수정 맑시즘적 정책을 합친것이 특징이다. 이 외에 환경주의도 표방하고 있어 녹색당 활동이 미비한 덴마크 정계에서 녹색당의 역할도 맡고있다. 2015년 총선거 결과, 사회민주당, 덴마크 인민당, 좌파당, 적녹동맹, 자유동맹, 대안당, 사회자유당에 이어 제8당이다.

## 같이 보기
- 녹색당
- 녹색정치